# Trachyopella lineafrons
Trachyopella lineafrons är en tvåvingeart som först beskrevs av Arnold Spuler 1925.  Trachyopella lineafrons ingår i släktet Trachyopella och familjen hoppflugor. Arten är reproducerande i Sverige. Inga underarter finns listade i Catalogue of Life.